# Numeració etrusca
Els numerals etruscos van ser usats pels antics etruscs. El sistema va ser adoptat dels nombres àtics usats pels antics grecs i van servir d'inspiració per a les xifres romanes.
Els nombres etruscs són les paraules i frases per als números de la llengua etrusca, i els dígits numèrics utilitzats per escriure'ls.

## Dígits
El sistema numèric etrusc incloïa els següents dígits amb valors coneguts:
| etrusc | decimal | símbol | antic itàlic |
| ------ | ------- | ------ | ------------ |
| θu     | 1       |        | 𐌠            |
| maχ    | 5       |        | 𐌡            |
| śar    | 10      |        | 𐌢            |
| muvalχ | 50      |        | 𐌣            |
| ?      | 100     | o C    | 𐌟            |

Es coneixen exemples de nombres més grans, però es desconeix quina xifra representa quin número. La majoria dels nombres s'escriuen amb «notació additiva», és a dir, escrivint dígits que s'afegeixen al nombre desitjat, de major a menor valor. Així, el nombre «87», per exemple, s'escriuria 50 + 10 + 10 + 10 + 5 + 1 + 1 = «𐌣𐌢𐌢𐌢𐌡𐌠𐌠»; com que l'escriptura etrusca s'escrivia normalment de dreta a esquerra, el número apareixeria com a 𐌠𐌠𐌡𐌢𐌢𐌢𐌣 a les inscripcions (aquesta advertència és vàlida per a tots els exemples següents).
Tanmateix, reflectint la forma en què es pronunciaven verbalment aquests números en la seva llengua, els etruscs sovint escrivien 17, 18 i 19 com 𐌠𐌠𐌠𐌢𐌢, 𐌠𐌠𐌢𐌢 i 𐌠𐌢𐌢 (és a dir, «tres per a vint», «dos per a vint» i «un per a vint», en lloc de «𐌢𐌡𐌠𐌠», «𐌢𐌡𐌠𐌠𐌠» i «𐌢𐌡𐌠𐌠𐌠𐌠»; els romans de tant en tant feien el mateix per al 18 i el 19, coincidint amb la manera com deien aquells números: duodeviginti i undeviginti. Aquest hàbit s'ha atribuït a la influència etrusca en la llengua llatina. El mateix patró es va utilitzar per a 27, 28, 29, 37, 38, 39, etc. En canvi, els etruscs generalment escrivien 𐌠𐌠𐌠𐌠 per a 4 (ja sigui sol o en 14, 24, 34, etc.), 𐌢𐌢𐌢X per a 40, i 𐌡𐌠𐌠, 𐌡𐌠𐌠𐌠, 𐌡𐌠𐌠𐌠𐌠 només per a 7, 8 i 9; a diferència dels romans, que escrivien 4 com IV, 9 com IX, i 40 com XL.
Aquests dígits es van utilitzar a tota la zona d'influència etrusca, des de les planes del nord d'Itàlia fins a la regió de l'actual Nàpols, al sud de Roma. Tanmateix, cal tenir en compte que, de fet, hi ha molt poques evidències supervivents d'aquests números.
Els dígits etruscs per a 1, 5, 10, 50 i 100 (𐌠, 𐌡, 𐌢, 𐌣 i 𐌟) s'han assignat codis específics al conjunt de caràcters de l'ordinador Unicode, com part del bloc antic itàlic.

### Orígens
Els dígits etruscs poden haver estat basats en els números àtics grecs. Tanmateix, existeixen altres hipòtesis.
Els signes utilitzats per a representar els nombres són sempre diferents de les lletres, contràriament a l'ús dels romans que utilitzaven lletres del seu alfabet pels seus números (I V X L C D M), els signes que representen el 500 i el 1000 són posteriors, i el seu significat de lectura no pot portar a que es confonguin (alguns textos fins i tot s'escriuen en bustrofedon, una modalitat d'escriptura bidireccional en què cada línia comença al mateix costat que ha acabat l'anterior.
També és possible que alguns signes siguin acròfons (utilitzant la lletra inicial del número escrit): Λ també és una variant gràfica local de m (maχ: 5), X denota localment una sibilant arcaica que val s (sar: 10)

#### Gestos manuals
Una antiga hipòtesi, descrita per Th. Mommsen l'any 1887 i àmpliament difosa per A. Hooper, és que els dígits de l'1, 5 i 10 eren icònics per als gestos de les mans per comptar.
En aquesta hipòtesi, els primers habitants de la regió comptaven d'1 a 4 estenent el mateix nombre de dits llargs (d'índex a petit), gestos que es representaven per escrit per 𐌠, 𐌠𐌠, 𐌠𐌠𐌠, 𐌠𐌠𐌠𐌠. El 5 es va senyalitzar estenent aquests 4 dits més el polze, i el dígit escrit 𐌡 té la intenció de representar aquesta mà, amb el polze cap al costat. Aleshores, els números del 6 al 9 serien senyalitzats amb una mà totalment oberta i d'1 a 4 dits llargs estesos a l'altra (que es representaria com 𐌡𐌠, 𐌡𐌠𐌠, 𐌡𐌠𐌠𐌠, 𐌡𐌠𐌠𐌠𐌠). Finalment 10 seria senyalitzat per dues mans amb tots els dits i polzes estesos, que per escrit estaria representat per la meitat superior (V) i inferior (𐌡) amb el dígit 𐌢.

#### Marques tallades
Una altra hipòtesi, que sembla més acceptada avui dia, és que els nombres etruscs-romans deriven en realitat de les osques dels pals de recomptes, que van continuar utilitzant els pastors italians i dàlmates al segle xix. Malauradament, al ser de fusta perible, no hi ha hagut (o hauria) sobreviscut cap pal de recompte d'aquell període.
Per a comptar el bestiar amb un pal de recompte:
- es marcava una barra vertical I al pal de recompte per a cada animal.
- arribats a les deu barres, es ratllaven totes les barres i es substitueix per una creu: una creu transversal en forma de signe més (+) o una creu de Sant Andreu (X).
- el cinc es deriva de la X i representa la seva meitat inferior Λ (que els romans van escriure la part superior V)
- el cinquanta, representat amb una fletxa (↑) és en realitat una barra I amb el signe Λ (cinc) a la part superior, semblant al que es fa actualment amb els exponents.
- el cent es pot interpretar de dues maneres:
  - acumulació dels dos signes de 50 cinquanta formant una estrella Ж,
  - barreja de la X amb la I (és a dir, un deu que val cent).

La C, que de vegades ens trobem, no és una lletra de l'alfabet etrusc.
Per exemple, un recompte de 28 seria 𐌠𐌠𐌠𐌠𐌡𐌠𐌠𐌠𐌠𐌢𐌠𐌠𐌠𐌠𐌡𐌠𐌠𐌠𐌠𐌢𐌠𐌠𐌠𐌠𐌡𐌠𐌠𐌠. Quan es transposava el recompte final a l'escriptura (o a un altre material), no hauria estat necessari copiar cada «𐌠𐌠𐌠𐌠Λ𐌠𐌠𐌠𐌠» abans d'un «𐌢», o cada «𐌠𐌠𐌠𐌠» abans d'un «Λ». Així, el recompte de 28 s'anotaria simplement com a «𐌢𐌢𐌡𐌠𐌠𐌠» (𐌠𐌠𐌠𐌠𐌡𐌠𐌠𐌠𐌠𐌢𐌠𐌠𐌠𐌠𐌡𐌠𐌠𐌠𐌠𐌢𐌠𐌠𐌠𐌠𐌡𐌠𐌠𐌠).

## Pronunciació dels numerals
La manca de material limita severament el coneixement actual sobre les paraules etrusques per als nombres i la seva gramàtica. Per exemple, la paraula suposada per a 9, nurφ, es coneix a partir d'una sola inscripció.
No obstant això, llevat de les identitats de 4 i 6, hi ha un acord general entre els etruscòlegs sobre les paraules per als nombres fins al 100. La taula següent dona la transliteració (una lletra per cada lletra etrusca) i una pronunciació fonètica aproximada.
Les paraules marcades amb asteriscs no s'acrediten, però es fan hipòtesis a partir de nombres coneguts. Un guionet indica que només s'acrediten derivacions del numeral.
| Valor | Interpretació decimal                              | Interpretació duodecimal          |
| ----- | -------------------------------------------------- | --------------------------------- |
| 1     | θu [tʰu] ~ θun ~ tu ~ tun                          |                                   |
| 2     | zal [t͡sal]                                         |                                   |
| 3     | ci [ki] ~ ki (~ ψi?)                               |                                   |
| 4     | śa [ʃa] ~ sa o huθ [hutʰ] ~ hut                    |                                   |
| 5     | maψ [makʰ] ~ *maψv-                                |                                   |
| 6     | huθ [hutʰ] ~ hut o śa [ʃa] ~ sa                    |                                   |
| 7     | śemφ [ʃempʰ]                                       |                                   |
| 8     | *cezp [ket͡sp]                                      |                                   |
| 9     | nurφ- [nurpʰ]                                      |                                   |
| 10    | śar [ʃar] ~ zar [t͡sar] o halψ [halkʰ]              |                                   |
| 11    | *θuśar [tʰuʃar] «un-deu»                           |                                   |
| 12    | *zalśar [t͡salʃar] «dos-deu»                        | śar [ʃar] ~ zar [t͡sar] «dotze»    |
| 13    | ci- śar- [kiʃar] «tres-deu»                        | *θuśar? «un-dotze»?               |
| 14    | *śaśar [ʃaʃar] o huθzar [hutʰt͡sar] «quatre-deu»    | *zalśar? «dos-dotze»?             |
| 15    | *maψśar [makʰʃar] «cinc-deu»                       | ci- śar- «tres-dotze»             |
| 16    | huθzar- [hutʰt͡sar] o *śaśar [ʃaʃar] «sis-deu»      | huθzar- [hutʰt͡sar] «quatre-dotze» |
| 17    | ciem zaθrum [ki-em t͡satʰum] «tres per a dos-deus»  |                                   |
| 18    | eslem zaθrum [esl-em t͡satʰum] «dos per a dos-deus» |                                   |
| 19    | θunem zaθrum [tʰun-em t͡satʰum] «un per a dos-deus» |                                   |
| 20    | zaθrum [t͡satʰum] "tw-?" «dos-deus»?                |                                   |
| 30    | cealψ [t͡sealkʰ] «tres-deus»                        |                                   |
| 40    | śealψ [ʃealkʰ] o *huθalψ [hutʰalkʰ] «quatre-deus»  |                                   |
| 50    | muvalψ [muwalkʰ] «cinc-deus»                       |                                   |
| 60    | *huθalψ [hutʰalkʰ] o śealψ [ʃealkʰ] «sis-deus»     |                                   |
| 70    | śemφalψ [ʃempʰalkʰ] «set-deus»                     |                                   |
| 80    | cezpalψ [ket͡spalkʰ] «vuit-deus»                    |                                   |
| 90    | *nurφalψ [nurpʰalkʰ] «nou-deus»                    |                                   |

La notació fonètica [pʰ] (φ), [tʰ] (θ) i [kʰ] (ψ) denota parades aspirades, que en etrusc es distingeixen de les no aspirades [p], [t], [k].
S'ha de tenir en compte que els números del 17 al 19 s'escriuen com a «tres per a vint», «dos per a vint» i «un per a vint vint». De la mateixa manera ciem cealψ «tres per a trenta» (27) etc.
Els números es podrien flexionar per casos. Per exemple, a l'oració etrusca lupu avils esals cezpalψals «ha mort [a l'edat] de vuitanta-dos anys», esals és el genitiu de zal (2) i cezpalψals és el genitiu de cezpalψ (80).

### Discussió del 4 vers el 6
Hi ha hagut una controvèrsia llarga sobre l'assignació de 4 i 6. Tots els etruscòlegs estan d'acord que les paraules són huθ (huth) i śa (sha). El desacord és sobre quin és quin.

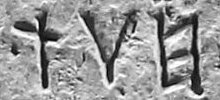
La paraula hut (per 4 o 6) en el Cippus Perusinus

Fins fa poc, s'acceptava generalment, basant-se en proves arqueològiques, que 4 era huθ i 6 era śa. Per exemple, als frescos de la Tomba dels Caront a la necròpoli de Monterozzi, en un turó a l'est de Tarquínia, hi ha quatre Caronts, cadascun acompanyat d'una inscripció; al costat del quart Caront, el text diu charun huths («el quart Caront»). A la mateixa necròpolis, a la Tomba de l'Anina, que conté sis sepulcres, una inscripció diu: sa suthi cherichunce, que s'ha traduït com: «va construir sis tombes/sepulcres».
No obstant això, aquesta tasca va ser desafiada el 2011 per una anàlisi exhaustiva de 91 daus d'apostes etruscos, de diferents èpoques i ubicacions, amb números marcats amb punts, i un parell solitari de daus (el «dau toscà» o «dau de Toscanella») amb els números escrits com a paraules.

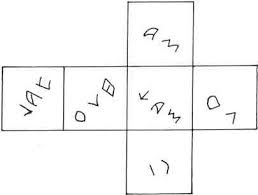
Inscripció d'un dels daus toscans

Matemàticament, hi ha 30 maneres de col·locar els números de l'1 al 6 a les cares d'un dau; o 15 si un compta junts numeracions que són imatges especulars les unes de les altres. Aquestes 15 possibilitats s'identifiquen pels parells de nombres que apareixen a les cares oposades:
(1-2, 3-4, 5-6), (1-2, 3-5, 4-6), (1-2, 3-6, 4-5),
(1-3, 2-4, 5-6), (1-3, 2-5, 4-6), (1-3, 2-6, 4-5),
(1-4, 2-3, 5-6), (1-4, 2-5, 3-6), (1-4, 2-6, 3-5),
(1-5, 2-3, 4-6), (1-5, 2-4, 3-6), (1-5, 2-6, 3-4),
(1-6, 2-3, 4-5), (1-6, 2-4, 3-5), (1-6, 2-5, 3-4)
Per raons desconegudes, els daus romans utilitzaven generalment l'últim patró, (1-6, 2-5, 3-4), en què cada parell de cares oposades suma 7; una tradició que va continuar a Europa fins als nostres dies, i que s'ha convertit en l'estàndard a tot el món. Tanmateix, entre els 91 daus etruscs de moltes ubicacions diferents, els del 500 aC o anteriors només van utilitzar el primer patró, (1-2, 3-4, 5-6), en què les cares oposades difereixen en 1. En canvi, els del 350. aC i posteriors van utilitzar el patró romà (1-6, 2-5, 3-4). Entre el 500aC i el 350 aC, el segon va substituir gradualment el primer en tots els llocs d'influència etrusca.
Al dau de Toscanella, les cares oposades porten les paraules (θu–huθ, zal–maψ, ci-śa). Tanmateix, tant en els patrons «vells» com en el «nous», els valors 3 i 4 es troben a cares oposades. Així, com que se sabia que ci era 3, els investigadors van concloure que śa havia de ser 4; i com que no hi ha dissidència sobre les paraules per a 1, 2 i 5, huθ havia de ser 6. Aquesta assignació implicaria que els daus de Toscanella segueixen el patró (1-6, 2-5, 3-4); és a dir, són del tipus «tardà» (romà). Els investigadors afirmen que aquesta tasca és coherent amb la forma de les lletres, que indiquen una data posterior al 400 aC.
L'assignació oposada (4 = huθ, 6 = śa) faria que el patró del dau de Toscanella fos (1-4, 2-5, 3-6); és a dir, amb els números de les cares oposades difereixen en 3. No s'ha trobat cap altre dau etrusc amb aquest patró (o amb paraules en comptes de punts, per al cas).

### Hipòtesi duodecimal
El 2006, S. A. Yatsemirsky va presentar proves que zar o śar significaven «12» (vegeu zal «2» i zaθrum «20») mentre que halψ significava «10». Segons la seva interpretació, la forma certificada huθzar només podria significar «16» i, per tant, huθ ha de significar «4». La forma śealψ seria, per tant «60», i presumiblement està relacionada amb sialψv-eiś «60» del lemni.

### Hipòtesi indoeuropea
S'ha dut a terme molt debat pseudocientífic sobre un possible origen indoeuropeu de les paraules numèriques etrusques.
Larissa Bonfante (1990) afirmava que el que els numerals «mostren, sense cap mena de dubte, és el caràcter no indoeuropeu de la llengua etrusca».
Per contra, altres estudiosos, com Francisco R. Adrados, Albert Carnoy, Marcello Durante, Vladimir Georgiev, Alessando Morandi i Massimo Pittau, han plantejat un «ajust perfecte» entre els deu nombres i paraules etrusques en diverses llengües indoeuropees (no sempre numèrica o amb cap connexió aparent), com ara θu (1) i el sànscrit tvad; zal (2) i l'alemany zwei (2); ci (3) i el persa sih, però que no coincideix amb el protoindoeuropeu *tréyes; huθ (4) no coincideix amb el llatí quattuor, etc.